# Diocèse de Clonfert
Le diocèse de Clonfert (irlandais: Cluain Ferta Brénainn et latin:  Ui Maine Cluanfertensis ) est un diocèse suffragant de l'archidiocèse de Tuam en Irlande, constitué en 550. Sa cathédrale est Saint-Brendan de Loughrea.

## Territoire
Le diocèse comprend la partie orientale du comté de Galway et de petites parties des comtés de Roscommon et d'Offaly.
L'évêché est à Loughrea, où se trouve la cathédrale Saint-Brendan.
Le territoire couvre 616 km², et il est divisé en 24 paroisses, regroupées en trois doyennés : Loughrea, Ballinasloe et Portumna.

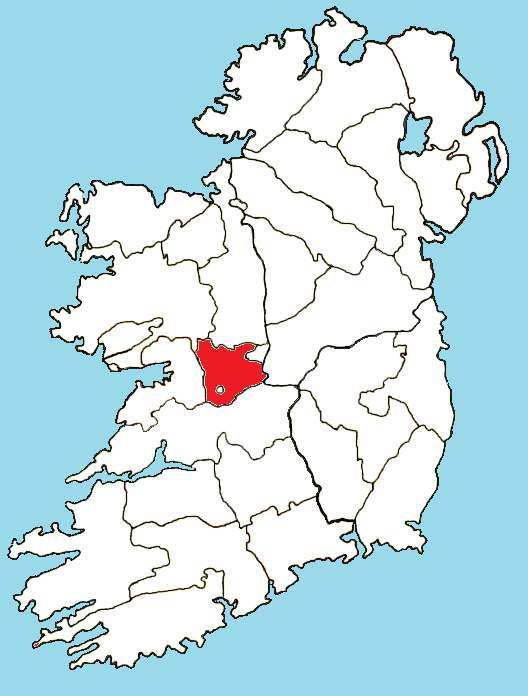
Localisation du diocèse en Irlande.
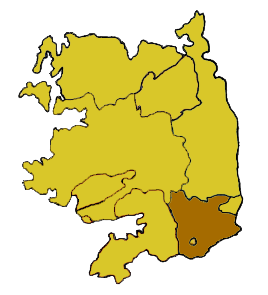
Le diocèse de Clonfert parmi la province ecclésiastique de Tuam.

## Historique
L'origine du diocèse est lié à la fondation religieuse de saint Brendan (Brénaind moccu Altai ; Bréanainn ; Naomh Breandán), mort un 16 mai vers 577. 
Móenu (mort le 1er mars 572) est le premier évêque de Clonfert dont on ait connaissance. Parfois, ses successeurs étaient également connus comme évêques de Uí Maine, le royaume dans lequel Clonfert était situé. Móenu était un neveu de Brendan et semble avoir été son coadjuteur et le directeur de l'école monastique. On ne sait pas s'il en a été le coarb ou l'abbé à un moment ou à un autre, ou si cette fonction était réservée à Brendan.
L'évêque suivant connu est Cumméne Fota, qui meurt en 661, de sorte qu'un certain nombre de titulaires de la fonction semblent inconnus.
Un évêché couvrant le territoire du royaume des Uí Maine est constitué en 1111 avec l'évêque Muiredach Uab hÉnlainge (mort en 1117) par le synode de Ráth Breasail comme suffragant de l'archidiocèse d'Armagh. En 1152 le synode Kells-Meliffont transfère l'évêché dans le nouvel archidiocèse de Tuam.
Dans le dernier tiers du XIIIe siècle, le diocèse a été gouverné par un évêque italien, Johannes de Alatre, pendant une trentaine d'années. Il fut l'un des rares prélats italiens à être nommé sur un siège irlandais. Il occupa également le poste de nonce apostolique et fut chargé de collecter les taxes pour les croisades. Selon la tradition, c'est à lui que l'on doit la décoration de l'ancienne cathédrale romane de Clonfert, qui passa aux mains des protestants sous le règne d'Élisabeth Ire d'Angleterre. 
Par la suite, le diocèse de Clonfert connut une période de persécution qui se traduisit par de longues périodes de vacance du siège tout au long du XVIIe siècle et jusqu'au début du XVIIIe.
En 1704, le diocèse comptait 41 paroisses, mais elles ont été réorganisées au cours du XVIIIe siècle, jusqu'à ce qu'il y en ait 24 en 1800. Depuis lors, il y a eu très peu de changements et le nombre de 24 paroisses a été conservé jusqu'à aujourd'hui.

## Quelques évêques de Clonfert
- Móenu (?-572)
- Johannes de Alatre (1266-1295)
- Robert, moine bénédictin de Cantorbéry, son successeur (1296-1307)[1],[2]
- Joseph Cassidy (1982–1987)
- John Kirby (1988–2019)
- Michael Duignan (en) (depuis le 16 juillet 2019- )

## Source
- (en) T.W Moody, F.X. Martin, F.J. Byrne A New History of Ireland IX Maps, Genealogies, Lists. A companion to Irish History part II . Oxford University Press réédition 2011  (ISBN 9780199593064).